# Лигурски Алпи
Лигурски Алпи (на италиански Alpi Liguri) се нарича най-крайнят дял на планината Алпи. Като географски посоки той не е нито най-южен, нито най-източен, но по дъгата, която Алпите образуват, е пръв по посока на часовниковата стрелка. На изток проходът Кадибона го свързва с Апенините, на запад - проходът Тенд с Приморските Алпи. Хребетът се намира в северозападна Италия и служи за граница между провинциите Пиемонт и Лигурия. Най-големите реки, които отводняват тази част на Алпите, са Танаро и Бормида - притоци на По. Най-високият връх се нарича Пунта Маргарейс (2651 м).
Лигурските Алпи са по-ниски от останалите части на Алпите и нямат типичните скалисти върхове, ледници и глациални долини. Те са покрити предимно с гори и планински ливади, но предлагат красиви гледки и са много приятни за почивка. Северната страна е с по-дълги и тесни долини, от които се разкрива гледка към Паданската низина, докато южната наподобява тераса с панорама към Лигурско море. Целият дял е лесен за обхождане, върховете са достъпни, което привлича по-умерените туристи. Съществуват 6 хижи, но по-атрактивни са селата в подножието, в които предлагат стотици малки хотелчета и оригинална кухня. Туристическата асоциация на Лигурските Алпи (TALA) привлича хиляди посетители всяка година.
В регионалния парк „Лигурски Алпи“ (на границата с Франция) се намира най-дълбоката пещера в масива Мелоса, както и високият панорамен път Alta Via dei Monti Liguri.